# Ékszerteknősök
Az ékszerteknősök (Chrysemys, Deirochelys, Pseudemys, Trachemys spp.) a teknősök (Testudines) rendjében a mocsáriteknős-félék (Emydidae) család Deirochelyinae alcsalád négy nemének fajai. A taxonómiailag inkorrekt fogalom a köznyelvben kényelmes, jól használható.

## Származásuk, elterjedésük
Észak-Amerikában honosak, különösen az Amerikai Egyesült Államok délkeleti részén. A haiti ékszerteknős (Trachemys decorata) a Nagy-Antillák szigetein él.
Több fajukat is betelepítették más kontinensekre, sokfelé (főleg a meleg mérsékelt égövben) pedig díszállatként tartott, terráriumi példányaik vadultak ki. Ezeket több országban (így hazánkban is) inváziós fajként tartják számon, mivel veszélyeztetik vadon élő rokonaik állományát. Típusosan ilyen ország hazánk, mivel a betelepülő fajok jóval agresszívebbek az őshonos mocsári teknősnél (Emys orbicularis).

### Magyarországi elterjedésük
Az Idegenhonos fajok tudásbázisa szerint hazánkban a közönséges ékszerteknős (Trachemys scripta) két alfaja települt meg:
- vörösfülű ékszerteknős (Trachemys scripta elegans) (Wied-Neuwied, 1839) és
- sárgafülű ékszerteknős (Trachemys scripta scripta) (Wied-Neuwied, 1839),
- Nelson-ékszerteknős (Pseudemys nelsoni).[1]

Az éghajlat melegedésével enyhülő telek kedveznek terjedésüknek. A tatabányai Csónakázó-tóban 2024-ben még a további fajokat mutatták ki:
- vöröshasú ékszerteknős (Pseudemys rubriventris),
- hieroglifás ékszerteknős (Pseudemys concinna).

További, betelepülő teknősfajok (ugyanitt):
- mississippi tarajosteknős (Graptemys pseudogeographica kohni)
- kínai csíkosteknős (Ocadia sinensis)

## Nemeik, fajaik
- díszes ékszerteknős (Chrysemys picta)
- hosszúnyakú ékszerteknős (Deirochelys reticularia)
- alabamai ékszerteknős (Pseudemys alabamensis)
- hieroglifás ékszerteknős (Pseudemys concinna)
- Zug-ékszerteknős (Pseudemys gorzugi)
- Nelson-ékszerteknős (Pseudemys nelsoni)
- szigeti ékszerteknős (Pseudemys peninsularis)
- vöröshasú ékszerteknős (Pseudemys rubriventris)
- Suwannee-ékszerteknős (Pseudemys suwanniensis)
- texasi ékszerteknős (Pseudemys texana)
- haiti ékszerteknős (Trachemys decorata)
- kubai ékszerteknős (Trachemys decussata)
- brazil ékszerteknős (Trachemys dorbigni)
- Gaige-ékszerteknős (Trachemys gaigeae)
- közönséges ékszerteknős (Trachemys scripta)
- Stejneger-ékszerteknős (Trachemys stejnegeri)
- jamaicai ékszerteknős (Trachemys terrapen)

## Életmódjuk
Alapvetően mindenevők: vízinövényeket, édesvízi halakat, puhatestűeket és ízeltlábúakat is felfalnak. Tavaknál és a folyók lassú vizű szakaszain fordulnak elő. Testhőmérsékletük változó, ezért ősszel elvermelik magukat, és a telet átalusszák. Tavasszal rakják tojásaikat.
Több évtizedig élhetnek.

### Terjedésük gátlása
A vörösfülű ékszerteknős hazánkban az 1960-as években jelent meg a díszállat-kereskedésekben. Az Európai Unió 1997-ben megtiltotta behozatalát, majd a 41/2010-es kormányrendelet nálunk is érvényesítette ezt a korlátozást. A díszállatkereskedők ezért átálltak a nagyon hasonló sárgafülű ékszerteknős behozatalára.
A Duna-Ipoly Nemzeti Park, a Száz-völgy Természetvédelmi Egyesület, a Magyar Madártani és Természetvédelmi Egyesület, a Fővárosi Állat- és Növénykert, valamint a Magyar Madármentők összefogásával, önkéntesek segítségével tavasszal és ősszel teknősbefogókat helyeznek ki a tatabányai Csónakázó-tóra (2004 őszére négy napozócsapdát és négy varsát állítottak össze erre a célra). A tóban 2004 őszén befogott 23 teknősből mindössze kettő volt mocsári teknős. Az invazív teknősöket a Fővárosi Állat- és Növénykertben orvosi vizsgálat után az állatkert nagy teknőskifutójában helyezték el.